# Lou Ambers
Lou Ambers (* 8. November 1913 in Herkimer, New York als Luigi Giuseppe D’Ambrosio; † 25. April 1995 in Phoenix, Arizona) war ein US-amerikanischer Boxer.

## Profikarriere
Ambers kam erstmals in einem Keller eines sich in einer Kirche seiner Heimatstadt befindlichen Trainingszentrum mit dem Boxen in Berührung. Als seine Familie in der Großen Depression ihr Restaurant schließen musste, arbeitete er zunächst in einer Möbelfabrik und machte dann 1932 das Boxen zu seinem Beruf. Er wurde dabei vom gleichen Team trainiert und gemanagt wie später Rocky Marciano.
Er verlor in seinen ersten 32 Kämpfen im Leichtgewicht mit sauberem Konterboxen nur einmal und erhielt vom Ring Magazine schon nach einem Jahr ein Ranglistenplatzierung.
Am 10. Mai 1935 kämpfte er um die vakante Weltmeisterschaft gegen sein ebenfalls italoamerikanisches Vorbild Tony Canzoneri, dessen Sparringpartner er vorher gewesen war. Canzoneri konnte das Duell im New Yorker Madison Square Garden nach Punkten gewinnen.
In seinem nächsten Kampf gelang Ambers ein Sieg über Fritzie Zivic. Nach 13 weiteren Siegen boxte er am 3. September 1936 erneut gegen Canzoneri und gewann den Weltmeistertitel nun seinerseits durch einen Punktsieg.
Im November 1936 unterlag er dem legendären Weltergewichtler Jimmy McLarnin in einem Nichttitelkampf. Im Jahr 1937 verteidigte er seinen Titel zwei Mal, unter anderem in einem dritten Duell gegen Canzoneri.
Er trat daraufhin am 17. August 1938 gegen Henry Armstrong an und verlor die Weltmeisterschaft knapp nach Punkten, konnte den Rückkampf ein Jahr später unterstützt durch fünf Punktabzüge gegen Armstrong für sich entscheiden. Dies war die einzige Niederlage Armstrongs in den Jahren von 1937 bis 1940.
Weitere Siege gelangen Ambers gegen Baby Arizmendi und Al „Bummy“ Davis. Den WM-Titel verlor er am 10. Mai 1940 durch Technischen K. o. in der dritten Runde, die erste vorzeitige Niederlagen seiner Karriere, an den schlagstarken Lew Jenkins. Nach einer weiteren vorzeitigen Niederlage gegen Jenkins im Februar 1941 beendete er seine Karriere.
1992 fand Ambers Aufnahme in die International Boxing Hall of Fame.